# Eirene mollis
Eirene mollis is een hydroïdpoliep uit de familie Eirenidae. De poliep komt uit het geslacht Eirene. Eirene mollis werd in 1909 voor het eerst wetenschappelijk beschreven door Torrey. 